# Through the Ashes of Empires
Through the Ashes of Empires peti je studijski album američkog heavy metal sastava Machine Head, objavljen 27. listopada 2003. u UK-u.
Za razliku od prethodna dva albuma, ne sadrži elemente nu metala već je elementima groove i thrash metala sličniji njihovom prvom albumu Burn My Eyes. Zbog toga je postigao veći uspjeh i dobio puno bolje kritike od albuma The Burning Red i Supercharger. Budući da je sjevernoamerička podružnica Roadrunner Recordsa, nakon prethodnog albuma raskinula ugovor sa sastavom, najprije je objavljen u UK-u, a nakon neočekivanog uspjeha izdavačka kuća im je ponudila novi ugovor, te je 20. travnja 2004. objavljen i u SAD-u. 
Uz album je izdan i dodatni disk s demoverzijama pet pjesma, te dva spota.

## Popis pjesama
1. "Imperium" - 6:54
2. "Bite the Bullet" - 3:24
3. "Left Unfinished" - 5:13
4. "Elegy" - 3:56
5. "In the Presence of My Enemies" - 7:07
6. "Days Turn Blue to Gray" - 5:24
7. "Vim" - 5:12
8. "Seasons Wither"* - 6:18
9. "All Falls Down" - 4:39
10. "Wipe the Tears" - 3:55
11. "Descend the Shades of Night" -7:46

*Pjesma "Seasons Wither" se nije nalazila na originalnom izdanju, već je dodana na izdanju u SAD-u
- Bonus disk

1. "Bite the Bullet" (Demo) - 3:51
2. "Left Unfinished" (Demo) - 4:29
3. "Elegy" (Demo) - 3:47
4. "All Falls Down" (Demo) - 4:29
5. "Descend the Shades of Night" (Demo) - 3:53
6. "The Blood, The Sweat, The Tears" (Video)
7. "Through the Ashes of Empires Sessions" (Video)

## Zasluge
Machine Head
- Robb Flynn - vokal, gitara
- Adam Duce - bas-gitara
- Phill Demmel - gitara
- Dave McClain - bubnjevi